# Panaque nigrolineatus
Cá tỳ bà hoàng gia (Danh pháp khoa học: Panaque nigrolineatus) là một loài cá trong họ Loricariidae thuộc chi Panaque phân bố rộng khắp và có thể tìm thấy từ Colombia và Venezuela cho đến các vùng cận Amazon. Chúng có mặt ở cả vùng giữa và hạ nguồn Amazon, cũng như ở Rio Orinoco..

## Từ nguyên
Từ Panaque là một cái tên của Venezuela để chỉ loài cá này. Còn tên đằng sau được ghép bởi hai từ: nigro nghĩa là đen còn lineatus nghĩa là có sọc. Cả tên có nghĩa là cá có sọc đen trang trí trên thân cá. Loài cái này có tên khoa học là Panaque nỉgolineatus và nó được mô tả cũng như đatự tên bởi Peters vào năm 1877. nó cũng đôi khi được gọi là Chaetostomus nỉgolineatus. Cá tỳ bà Hoàng Gia Royal Pleco (Panaque nigrolineatus) cũng được đánh dấu là L-number: L190.
Cá tỳ bà Hoàng Gia Royal Pleco có rất nhiều tên trong tiếng Anh, bao gồm Royal plec, Royal panaque và Royal catfish. Ở trong môi trường Nam Mỹ tự nhiên, loài cá này còn có nhiều tên hơn, có cả tên Bồ Đào Nha như Acari-da-pedra và tên tiếng Tây Ban Nha Carachama, loài cá này có tên Venezuelan là Panaque. Có rất nhiều màu khác nhau trong Royal Pleco, giống như loài L027 có thể là nguồn gốc của Royal Plecos ở một số dòng sông khác tại Brazil, bao gồm Rio Tapajos, Rio Tocantins và Rio Xingu.

## Đặc điểm
Cá tỳ bà Hoàng Gia Royal Pleco (Panaque nigrolineatus) có thể đạt đến 40 cm nên chúng cần bể khá lớn, chúng có thể đạt chiều dài tối đa 43 cm trong khi các loài Royal mini chỉ có thể lớn khoảng 10 cm. Cũng giống như các thành viên trong chi Panaque, loài cá này được trang bị răng dạng thìa và loe ra ở viền. Các loài Panaque có thể dễ dàng được nhận ra bởi vì thiếu nhú gai miệng (Gai miệng là một miếng da nằm trong miệng của cá).
Chúng có rất nhiều dạng màu sắc khác nhau. Thậm chí mắt cá cũng có nhiều màu từ đỏ đến màu cam sáng. Cá tỳ bà Hoàng Gia Royal Pleco có nguồn gốc từ Colomibia và Venezuela có vây đuôi giống như nguyên gốc, trong khi cá từ Brazil có vây đuôi cứng. gai mồm, nếu nó tròn và cùn, con đó khả năng rất cao là con mái. Nếu nhỏ và có đầu nhọn, con đó thường là đực. Các chủng là:
- Panaque sp. cf. nigrolineatus 'Tapajos'
- Panaque sp. cf. nigrolineatus 'watermelon pleco'
- Panaque sp. cf. nigrolineatus 'olive pleco'
- Panaque sp. cf. nigrolineatus 'Tocantins'
- Panaque sp. cf. nigrolineatus 'Xingu'

## Tập tính
Cá pleco ăn các loại thức ăn giàu chất dinh dưỡng, kết hợp các loại rêu tảo và các loại thức ăn tươi như bí xanh, dưa chuột, cải xoăn. Cây đỗ xanh cũng tốt cho sự trao đổi chất. Cũng rất quan trọng khi trong bể phải có gỗ lũa khi set up bố cục. Cá Pleco cần mút gỗ lũa để khỏe. Trong tự nhiên, Cá tỳ bà Hoàng Gia Royal Pleco thường tiêu hóa các loại khuẩn và động vật siêu nhỏ khi gặm rêu cho nên thỉng thoảng có thể cho cá ăn tươi bằng sâu đỏ. Độ PH khi nuôi Royal Pleco là từ 6.5 đến 7.5. Nhiệt độ nên trong khoảng 22 – 30 độ C. Nước lý tưởng là mềm, độ cứng từ 2dH cho đến 15 dH. Mùa mưa thường làm cho bể mát hơn, nước mềm hơn và nhiều acidic hơn cùng với vô số loại thức ăn thực vật và động vật. Cá tỳ bà Hoàng Gia Royal Pleco (Panaque nigrolineatus) không thích chia sẻ lãnh địa với các cá thể cùng loài. Chúng rất hòa thuận với các loài cá khác loại. 

## Bảo tồn
Cá Cá tỳ bà Hoàng Gia Royal Pleco (Panaque nigrolineatus) thường hiếm khi sinh sản trong bể thủy sinh hay bể nuôi nhốt. Chính vì điểm này mà số lượng cá bị săn bắt để làm cảnh tăng mạnh và làm giảm số dân số của các loài Pleco xuống còn 1 nửa chỉ trong vòng 14 năm. Thật khó để gây lại số lượng cá đông đúc như trước. 